# Gadány
Gadány is een plaats (község) en gemeente in het Hongaarse comitaat Somogy. Gadány telt 347 inwoners (2001).